# Tremoço-de-flor-azul
O tremoço-de-flor-azul (Lupinus pilosus) é uma espécie de tremoço nativa da Europa, cultivada como planta ornamental. Também é conhecido pelo nome de tremoço-de-jardim.